# Leandro Fonseca
Leandro Fonseca (ur. 14 lutego 1975 w Jaboticabal) – piłkarz brazylijski grający na pozycji napastnika.